# Conclave de 1914
Le conclave papal de 1914 se tint pour élire un successeur au pape Pie X, mort au Vatican le 20 août 1914.

## Contexte politique

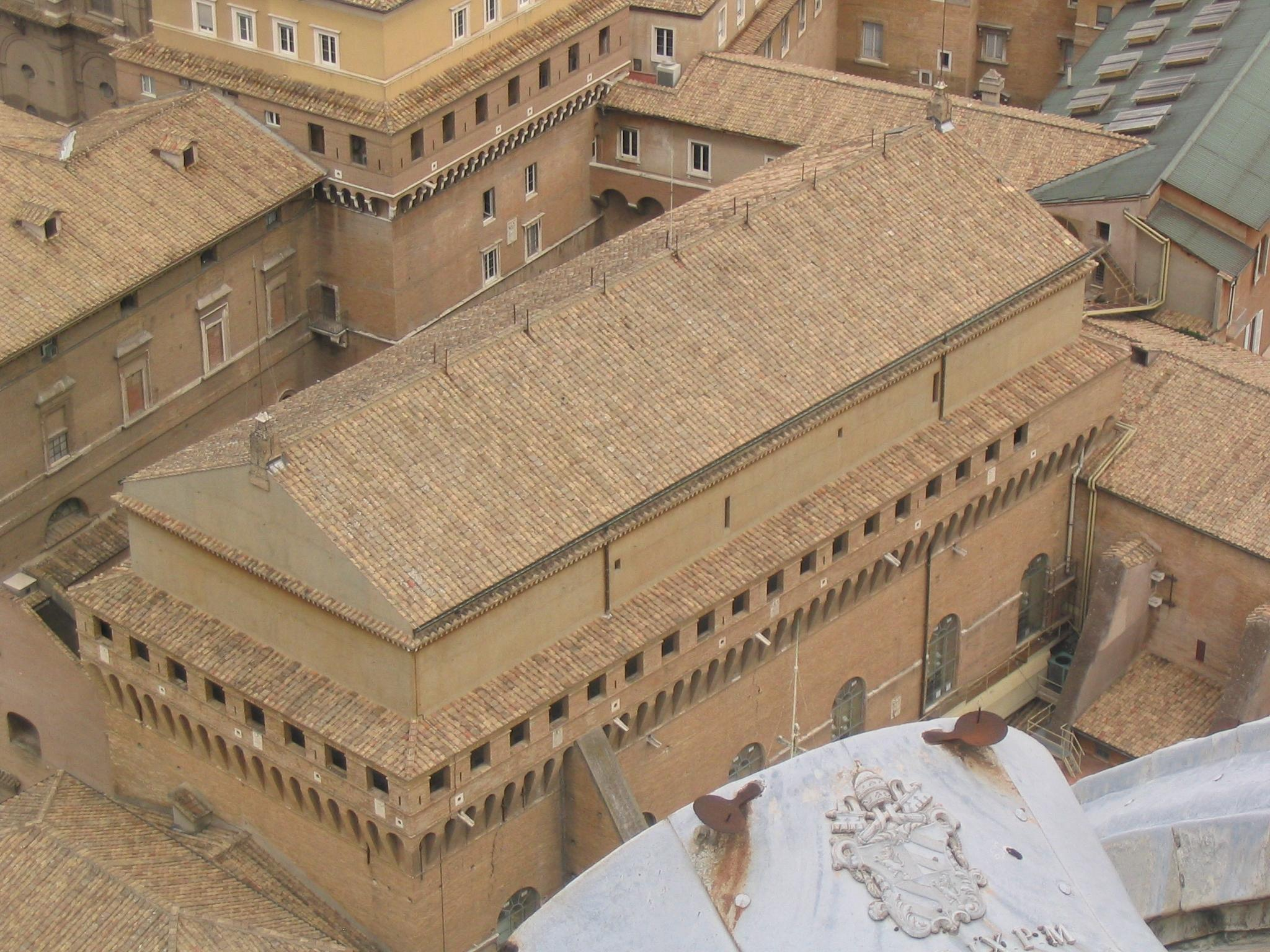
La chapelle Sixtine, théâtre du conclave de 1914

À l'été 1914, avec l'Europe en train de sombrer dans la Première Guerre mondiale, quiconque serait élu aurait la difficile tâche de guider le Saint-Siège à travers la guerre qui devait mettre fin à toutes les autres guerres, dans laquelle la Belgique et la France, deux pays catholiques, étaient attaquées par l'Allemagne protestante, soutenue par l'Autriche-Hongrie, elle-même catholique, alors que la France était alliée au Royaume-Uni de Grande-Bretagne et d'Irlande protestant et catholique et à la Russie orthodoxe. Nombreux étaient alors ceux à se demander si le Saint-Siège devait adopter une position de neutralité ou s'il devait assumer un rôle de guide moral en rendant public des jugements sur les actes des différents belligérants.
Le conclave réunit des cardinaux de pays en guerre, tels que l'Austro-hongrois Károly Hornig, le Belge Désiré-Joseph Mercier, le Français Louis Luçon, l'Allemand Felix von Hartmann, le Britannique Francis Bourne et l'Irlandais Michael Logue. La situation empêchait de fait l’élection de cardinaux impliqués dans la guerre ou comme Ferrata, ayant été nonce dans l'un des pays.

## Abolition de l'exclusive
Après la chapelle ardente et les funérailles du populaire mais controversé pape Pie X, le Collège cardinalice se réunit pour le conclave à la fin du mois d'août 1914. Une des différences majeures par rapport aux conclaves précédents était que désormais aucun monarque séculier ne pouvait opposer d'exclusive (veto) au choix du collège. Ce changement était l'une des principales réformes voulues par Pie X, désormais toute personne essayant de quelque manière que ce soit de poser un veto pendant le conclave risquait l'excommunication. Pour la première fois depuis des siècles, les cardinaux effectuent leur choix seuls et en toute indépendance. Toutefois des tensions nationales existaient et il semble que le cardinal Hartmann ait essayé de décourager les Allemands de voter pour Della Chiesa.

## L'élection du pape
Le conclave en lui-même se réunit dans la chapelle Sixtine à partir du 31 août. Dès le début du conclave trois courants se démarquent : Merry del Val puis Domenico Serafini, un Bénédictin, assesseur au Saint-Office, gagnent les voix des membres de la Curie dans la lignée de la politique conservatrice et réactionnaire du pape Pie X. À l'opposé, certains cardinaux, tels qu'Andrea Carlo Ferrari et Désiré Mercier, soutiennent l'archevêque de Pise Pietro Maffi, considéré comme très libéral mais à qui l'on reproche sa trop grande proximité avec la Maison de Savoie. Enfin, des modérés soutiennent Giacomo della Chiesa, archevêque de Bologne, qui se situe entre Maffi et Serafini, plus neutre diplomatiquement. Lors des premiers tours de scrutin, Della Chiesa récolta le même nombre de voix que Maffi, qui le trouvait "homme de bureau" et sembla au fil des tours gagner quelques voix du camp conservateur, divisé. Après quatre tours de scrutin, Della Chiesa obtint cinq voix de plus que ses concurrents directs, et, lorsqu'il devint clair que Maffi ne pourrait pas rassembler sur son nom les deux-tiers des votes, Serafini restait comme le dernier opposant à Della Chiesa. Le 3 septembre 1914, à l'issue du dixième tour de scrutin, tous les partisans de Maffi s'étaient ralliés à Della Chiesa et il fut élu pape. Il prit le nom de pape Benoît XV.
Matin du 1er septembre, premier scrutin
- Pietro Maffi, 12 votes
- Giacomo Della Chiesa, 12 votes
- Basilio Pompilj, 9 votes
- Rafael Merry del Val, 7 votes
- Domenico Serafini, 4 votes
- Domenico Ferrata, 2 votes
- Bartolomeo Bacilieri, 2 votes
- Pietro Gasparri, 1 vote
- Diomede Falconio, 1 vote
- Antonio Agliardi, 1 vote
- Andrea Carlo Ferrari, 1 vote
- Girolamo Maria Gotti, 1 vote
- Gaetano De Lai, 1 vote
- Giuseppe Francica-Nava de Bontifè, 1 vote

Matin du 1er septembre, second scrutin
- Pietro Maffi, 16 votes
- Giacomo Della Chiesa, 16 voix
- Basilio Pompilj, 10 voix
- Rafael Merry del Val, 7 voix.
- Domenico Sefarini, 2 voix
- Domenico Ferrata, 2 voix
- Bartolomeo Bacilieri, 1 voix
- Agostino Richelmy, 1 voix

Après-midi du 1er septembre, troisième scrutin
- Pietro Maffi, 16 voix
- Giacomo Della Chiesa, 16 voix
- Basilio Pompilj, 9 voix
- Rafael Merry del Val, 7 voix
- Domenico Serafini, 2 voix
- Agostino Richelmy, 2 voix
- Domenico Ferrata, 1 voix.

Après-midi du 1er septembre, quatrième scrutin
- Giacomo Della Chiesa, 18 voix.
- Pietro Maffi, 16 voix
- Basilio Pompilj, 9 voix
- Rafael Merry del Val, 6 voix
- Domenico Serafini, 2 voix
- Domenico Ferrata, 1 voix
- Agostino Richelmy, 1 voix

Matin du 2 septembre, cinquième scrutin
- Giacomo Della Chiesa, 20 voix
- Pietro Maffi, 13 voix
- Domenico Serafini, 10 voix
- Bartolomeo Bacilieri, 1 voix
- Agostino Richelmy, 1 voix
- Giuseppe Francica-Nava de Bontifè, 1 voix
- Willem Marinus van Rossum, 1 voix

Matin du 2 septembre, sixième scrutin
- Giacomo Della Chiesa, 27 voix
- Domenico Serafini, 17 voix
- Pietro Maffi, 7 voix
- Basilio Pompilj, 2 voix
- Agostino Richelmy, 1 voix
- Giuseppe Francica-Nava de Bontifè, 1 voix

Après-midi du 2 septembre, septième scrutin
- Giacomo Della Chiesa, 31 voix
- Domenico Serafini, 21 voix
- Pietro Maffi, 2 voix
- Agostino Richelmy, 1 voix
- Giuseppe Francica-Nava de Bontifè, 1 voix

Après-midi du 2 septembre, huitième scrutin
- Giacomo Della Chiesa, 32 voix
- Domenico Serafini, 24 voix
- Agostino Richelmy, 1 voix
- Giuseppe Francica-Nava de Bontifè, 1 voix

Matin du 3 septembre, neuvième scrutin
- Giacomo Della Chiesa, 34 voix
- Domenico Serafini, 22 voix
- Agostino Richelmy, 1 voix
- Giuseppe Francica-Nava de Bontifè, 1 voix

Matin du 3 septembre, dixième scrutin
- Giacomo Della Chiesa, 38 voix (élu pape).
- Domenico Serafini, 18 voix
- Agostino Richelmy, 1 voix
- Giuseppe Francica-Nava de Bontifè, 1 voix.

Selon certains témoignages Della Chiesa aurait été élu par un seul vote. Selon les règles en vigueur à l'époque, les bulletins de vote étaient numérotés au verso, de telle sorte que, si l'élection avait lieu en un seul tour de scrutin, l'on pouvait vérifier si le cardinal élu avait voté pour lui-même, auquel cas l'élection était invalidée. Selon cette règle, le cardinal Rafael Merry del Val, qui avait été secrétaire d’État de Pie X, insista pour que les bulletins de vote soient vérifiés pour s'assurer que Della Chiesa n'avait pas voté pour lui-même - ce qu'il n'avait pas fait. Lorsque les cardinaux ont offert leur hommage au nouveau pape, Benoît XV aurait dit à Merry del Val, « La pierre qu'ont rejetée les bâtisseurs est devenue la pierre angulaire ». Ce à quoi Merry del Val répondit par le vers suivant du Psaume 118 : « C'est là l'œuvre du Seigneur, ce fut une merveille à nos yeux ».
Le cardinal Merry del Val ne fut pas reconduit dans ses fonctions de Secrétaire d'État par le nouveau pape, mais il est nommé secrétaire de la Congrégation suprême du Saint-Office (alors à la tête de ce dicastère, parce que les papes conservaient la charge de Préfet du Saint-Office, en laissant son administration quotidienne au Secrétaire d’État).